# Javaris Crittenton
Javaris Cortez Crittenton (Atlanta, Georgia, 31 de diciembre de 1987) es un exjugador de baloncesto estadounidense que jugó dos temporadas en la NBA. Con 1,95 metros de altura, jugaba en la posición de base. Actualmente se encuentra el libertad después de cumplir 10 años  de una condena de 23 años de prisión por homicidio involuntario cometido en 2011 contra una mujer de 22 años madre de cuatro hijos.

## Carrera

### High School
Crittenton fue criado, junto a su hermano Rashad y a su hermana Shaniya Lee, únicamente por su madre Sonya Dixon. De joven, Javaris jugaba desmesuradamente al baloncesto, pero a pesar de esa obsesión, era un buen estudiante. 
Según su madre, Crittenton practicaba en una mini canasta que le regalaron en Navidad cuando tenía 5 años.
Javaris acudió al Southwest Atlanta Christian Academy, donde jugó junto a Dwight Howard en su temporada sophomore. Ambos lideraron a Southwest Atlanta al campeonato estatal de la Georgia High School Association class A.
Howard saltaría directamente a la NBA, donde fue elegido en el primer puesto del draft de 2004, pero Crittenton seguiría en el equipo. Como júnior promedió 28.4 puntos, 8.2 rebotes y 7.5 asistencias, volviendo a llevar al equipo a la final estatal, pero esta vez cayeron. En su última temporada, como sénior se fue a los 29 puntos, 7 rebotes y 9 asistencias, llevando al equipo, esta vez si, de nuevo al campeonato estatal. Finalizada la temporada fue nombrado McDonald's All American y Mr. Georgia Basketball.
Se decantó por la Universidad de Georgia Tech en parte, para que su madre y su hermana pequeña pudieran acudir a sus partidos.

### Universidad
Disputó una temporada con los Yellow Jackets de la instituto Tecnológico de Georgia antes de pasar a la NBA. Pese a ser un freshman, fue uno de los bases más recordados en la universidad desde Stephon Marbury en 1995. Llevó a los Yellow Jackets al torneo NCAA, donde llegaron solo hasta primera ronda tras caer ante UNLV. Promedió 14,4 puntos, 3,7 rebotes y 5,8 asistencias. Durante el último mes de temporada estuvo en 16,9 puntos y 6,2 asistencias. Fue nombrado Rookie de la Semana en tres ocasiones en la ACC. Anotó su máximo con 29 puntos ante Florida State en febrero de 2007.

#### Estadísticas
| Año     | Equipo       | PJ | PT | MPP  | %TC  | %3P  | %TL  | RPP | APP | ROB | TPP | PPP  |
| ------- | ------------ | -- | -- | ---- | ---- | ---- | ---- | --- | --- | --- | --- | ---- |
| 2006–07 | Georgia Tech | 32 | 32 | 31.4 | .450 | .356 | .783 | 3.7 | 5.8 | 2.0 | .0  | 14.4 |

### Profesional
Crittenton fue elegido por Los Angeles Lakers en el puesto 19 de la 1.ª ronda del draft de 2007 y permaneció discretamente en el equipo angelino hasta que fue traspasado junto con Kwame Brown y Aaron McKie a Memphis Grizzlies por Pau Gasol, el 1 de febrero de 2008.
El 10 de diciembre de 2008 fue traspasado a Washington Wizards en un intercambio entre tres equipos.
Al comienzo de la siguiente temporada, el 30 de octubre de 2009, fue cortado por los Wizards. Hasta eso momento había disputado 113 encuentros en sus dos temporadas en la NBA.
El 22 de septiembre de 2010, firmó un contrato no garantizado con Charlotte Bobcats, los cuales rescindieron el 15 de octubre.
En diciembre de 2010, disputó cinco encuentros con los Zhejiang Guangsha Lions de la Chinese Basketball Association, donde promedió 25,8 puntos por partido.
En febrero de 2011, se unió a los Dakota Wizards de la NBA D-League, donde disputó 21 encuentros.

## Estadística en la NBA

### Temporada regular
| Año     | Equipo     | PJ  | PT | MPP  | %TC  | %3P  | %TL  | RPP | APP | ROB | TPP | PPP |
| ------- | ---------- | --- | -- | ---- | ---- | ---- | ---- | --- | --- | --- | --- | --- |
| 2007–08 | LA Lakers  | 22  | 0  | 7.8  | .491 | .333 | .679 | 1.0 | .8  | .3  | .0  | 3.3 |
| 2007–08 | Memphis    | 28  | 0  | 18.1 | .400 | .265 | .697 | 3.2 | 1.2 | .4  | .1  | 7.4 |
| 2008–09 | Memphis    | 7   | 0  | 6.3  | .467 | .000 | .455 | .9  | .7  | .1  | .0  | 2.7 |
| 2008–09 | Washington | 56  | 10 | 20.2 | .459 | .143 | .593 | 2.9 | 2.6 | .7  | .1  | 5.3 |
| Total   | Total      | 113 | 10 | 16.4 | .442 | .231 | .638 | 2.4 | 1.8 | .5  | .1  | 5.3 |

## Vida personal
En diciembre de 2009 fue suspendido por la NBA hasta final de temporada por un altercado con Gilbert Arenas con armas de fuego, en el vestuario de los Wizards, debido a una deuda de juego.

### Cargo de asesinato
A finales de agosto de 2011 fue detenido en un aeropuerto de California acusado de la muerte de una joven de 22 años, madre de cuatro hijos, a la que disparó a mediados de ese mismo mes desde un coche. El 29 de abril de 2015 fue condenado a 23 años de prisión por este crimen.